# Manuel Varela Limia
Manuel Varela Limia, (Malpica de Bergantiños, La Coruña, 17 de agosto de 1796 - Madrid, 9 de noviembre de 1853) fue un ingeniero militar español del siglo XIX que, siendo director general de Caminos Canales y Puertos, impulsa la primera red nacional de telegrafía óptica de España, por lo que el ejército de dicho país lo considera uno de los padres de sus Transmisiones permanentes.[cita requerida] 
Como militar alcanzó el empleo de Brigadier. Como político fue Ministro interino de la Guerra, Senador por Lugo, y director general de Caminos, Canales y Puertos. Como intelectual escribió varias obras de historia y matemáticas, además de numerosos escritos sobre la administración y organización, del Estado y del Ejército, que fueron de gran trascendencia en su época.
Se le considera el donante fundador del prestigioso premio "Español Incógnito", destinado a los suboficiales de las especialidades fundamentales de Ingenieros y Transmisiones del Ejército español, que más se distingan por su preparación técnica.

## Biografía
Nace en Malpica de Bergantiños, siendo el menor de los 3 hijos de los hidalgos de esta villa de la Costa de la Muerte Gallega. Queda huérfano de padre a los 4 años de edad, y de madre a los 14, con lo que será su hermano mayor Ramón, quien realice la función de tutor. Ingresa a los 16 años de edad como Cadete en el Colegio Militar de Santiago, y posteriormente en la Academia de Ingenieros del ejército en Alcalá de Henares.
Su primer destino como teniente de Ingenieros, es en 1815, la subinspección de Ingenieros de Cataluña, donde realiza diferentes estudios de las fortificaciones de dicha región militar, cuyo Capitán General era Francisco Javier Castaños, duque de Bailén. Allí Varela Limia conoce al secretario del capitán general, el entonces Coronel de Ingenieros Antonio Remón Zarco del Valle y Huet, con el que más adelante colaboraría en repetidas ocasiones a lo largo de su vida.[cita requerida]
En 1819 es destinado al Ejército Expedicionario que se organizó para reprimir las sublevaciones americanas, y que debería embarcar en Cádiz, pero dicho ejército se subleva con Rafael de Riego en 1820 y nunca llegará a partir. Se inicia el trienio liberal y en 1821 Varela Limia es ascendido a capitán 2.º y destinado a Madrid a las inmediatas órdenes del ministro de la Guerra. Cuando los cien mil hijos de San Luis, al mando del Duque de Angulema invaden España en 1823, Varela Limia participa activamente en la defensa de Cádiz y en la Batalla de Trocadero que pone fin al trienio constitucional.
Tras la derrota del Trocadero, es confinado en la Isla de Leon, Cádiz,  pero se las arregla para ganarse la confianza del ejército francés realizando un extraordinario levantamiento topográfico de la isla y sus fortalezas. Antes de que finalice su expediente de purificación, ya es nombrado comandante de Ingenieros de la Isla de León. En 1826 es destinado a Ceuta como ingeniero de detall a las órdenes de coronel Mariano Carrillo de Albornoz.
En 1832 regresa a Madrid para ser secretario de la Junta Superior Facultativa, y va ascendiendo por diversos méritos en el Ministerio de la Guerra. El 10 de abril de 1835 es ascendido a coronel de Infantería y acompaña al ministro Jerónimo Valdés, al Ejército del Norte en donde en la primera guerra carlista participa en la acción de Artaza, teniendo un papel fundamental en el 
Convenio de Lord Elliot, el cual evitaría el fusilamiento de los prisioneros de ambos bandos.
Por todos estos servicios es ascendido con 43 años a Brigadier en 1839. En 1840 acompaña al ministro de la Guerra Conde Clonard a Barcelona donde éste dimite. Es allí donde se le nombra ministro Interino de la Guerra en la transición hacia la regencia del General Baldomero Espartero.
Durante la regencia de Espartero forma parte de las filas de los liberales moderados, siendo elegido varias veces senador por Lugo.
Finalizada la regencia, cuando los moderados retoman el poder con Ramón María Narváez, Varela Limia es Nombrado director general de Caminos, Canales y Puertos reemplazando a 
Pedro Miranda, dentro del Ministerio de Gobernación, y es entonces cuando impulsa la titánica red nacional de telegrafía óptica. Para ello convoca un concurso público que sería ganado por el telégrafo óptico de José María Mathé Aragua. Varela Limia desde los despachos y Mathé sobre el terreno, crearían una red de 196 torres distribuidas en varias líneas que desde Madrid llegaban a Irún, Cádiz y Barcelona.
En febrero de 1847, ante una reorganización del Ministerio de la Gobernación, prefiere abandonar el cargo, para dedicarse a su labor intelectual que realiza hasta el mismo momento de su muerte.

## Sus Obras
- Gran Reconocimiento militar de la Isla de León, 1824, Luis Espelius.
- Plano de la ciudad de San Fernando y sus arrabales, 1826, Archivo Militar
- Plano de las defensas del frente de tierra de la plaza de Ceuta, 1928
- Memoria sobre el modo de reducir el cómputo mahometano al de la era cristiana y hallar el día de la semana y la letra dominical que corresponden a una fecha para cualquier día del año de la misma era, 1854. Imprenta del Memorial de Ingenieros.
- Resumen Histórico del Cuerpo de Ingenieros.Archivo Militar
- Biografía de D. Pedro de Lucuze.Archivo Militar
- Historia del Cuerpo de Ingenieros (Falleció cuando la estaba organizando)